# Коджо-Арик
Коджо-Арик (кирг. Кожо-Арик) - велике село (селище міського типу) в Киргизії. Центр Кулатовського айильного округу. Входить до Ноокатського району Ошської області Киргизії. Розташоване за 400 км на південний захід від столиці республіки м. Бішкек на висоті 1671 м над рівнем моря.
Населення за переписом 2009 року становило 8122 особи.
Клімат у Коджо-Арик – помірно-холодний. У зимові місяці значно дощовіший, ніж у літні місяці. Середньорічна температура – 9,5 °C. Середньорічна норма опадів – 353 мм.